# Зімельс Юзеф Леонович
Юзеф Леонович Зімельс (нар. 13 травня 1943, м. Івдель Свердловської області, нині Росія) — український інженер, спелеолог. Академік Української академії архітектури (від 1997). Син Леона Зімельса.

## Життєпис
Юзеф Леонович Зімельс народився 13 травня 1943 року в місті Івделі Свердловської області, нині Росія.
Закінчив Львівський політехнічний інститут (1970, нині університет «Львівська політехніка»).
Досліджував печери Тернопільської області, учасник спелеологічних експедицій у різних країнах.
Очолював Тернопільський обласний клуб спелеологів і спелеотуристів (1965—1991), віце-президент (1992—?) і почесний член Української спелеологічної асоціації, член спелеологічних товариств Італії та США.
Від 1980 — головний конструктор із проектування громадських і житлових будівель «Терно-КОРСу», член Виконавчої дирекції.

## Доробок
Автор низки публікацій про печери Тернопільщини.
- Дух одвічної стихії і голосу крові: ОУН, УПА в печерах Тернопільщини / Н. Мизак, Ю. Зімельс; Терноп. іст.-мемор. музей політичних в'язнів. — Чернівці: Букрек, 2008. — 104 с. — Дод. до серії «За тебе свята Україно». — ISSN 978-966-3

Автор конструкторських проєктів будівель, зокрема:
- видавництво «Збруч»,
- Тернопільський обласний краєзнавчий музей,
- церква Архістратига Михаїла (Тернопіль),
- церква Івана Богослова (Тернопіль),
- Новоапостольська церква (Тернопіль),
- Катедральний собор (Чортків).

Більше 20 років збирає цеглини, яких у його колекції більше 140 штук.

## Відзнаки
- Почесний громадянин штату Алабама,
- Почесний громадянин штату Південна Дакота,
- Почесний громадянин кількох міст США.
- Дипломи та інші нагороди.